# 장영모
장영모(蔣穎模, 1907년 11월 2일 ~ 1974년 12월 27일)는 대한민국의 국회의원이다.

## 학력
- 양동공립보통학교졸업
- 안강공립심상고등소학교졸업

## 경력
- 실업계종사
- 민주국민당ㆍ민주당창당발기인
- 민주당중앙위원
- 민주당경북도당상무위원
- 민주당외교.상공.정보.정치부장
- 민주당정책위원회의장

## 역대 선거 결과
|  | 31.66% |

|  | 22.96% |

|  | 45.97% |

## 참고 문헌
- 대한민국 헌정회